# جنگ ماکلوان
جنگ ماکلوان اولین نبرد مسلحانه جنگلی‌ها با قوای روسیه و آغازی بر نهضت جنگل بود.
کنسول روس (باغدانف) سیصد قزاق روسی و پنجاه نفر قزاق ایرانی را با مهمات کافی به فرماندهی ابوالفتح خان یاور اعزام کرد تا جنگلی‌ها را سرکوب کنند. این عده بدون هیچ برخوردی از کسما گذشته از راه اشکلن بطرف ماکلوان پیش رفتند، در مسیر حرکت آن قشون دولتی در جاده ماکلوان به ماسوله، نیروهای جنگلی که بیش از هفتاد تن بودند، از تپه ماکلوان به ماسوله موسوم به گسکره و عده ای پشتشان را از ناحیه کلرم محافظت می‌کرد در جناح چپ آنها کوه‌های گلونده رود قار داشت که غیرقابل عبور بود و مقابلشان جاده ماکلوان به ماسوله بود، به آنها هجوم بردند و ۱۳۴ نفر از نیروی دشمن به صومعه‌سرا گریختند و بقیه کشته یا اسیر شدند و مجاهدان جنگل مقدار زیادی اسلحه و اسب را غنیمت گرفتند.